# Галицький Богдан Іванович
Богдан Іванович Га́лицький (6 липня 1939, Львів — 28 квітня 2003, Львів) — український майстер художнього скла і педагог; член Спілки радянських художників України з 1982 року.

## Біографія
Народився 1939, Львів року у місті Львові (нині Україна). 1965 року закінчив Львівський інститут прикладного та декоративного мистецтва, де навчався у Еммануїла Миська, Вітольда Манастирського, Романа Сельського, Дмитра Крвавича, Юрія Лащука, Володимира Овсійчука, Івана Якуніна. Дипломна робота — ужитковий посуд для кав'ярні «Під Левом» у Львові (керівник Тарас Порожняк; оцінка — відмінно, похвала Державної екзаменаційної комісії).
Працював у Львівському інституті прикладного та декоративного мистецтва: у 1973—1987 та 1990—1993 роках завідував кафедрою художнього скла. Мав вчене звання доцента. Серед учнів: Станіслав Вольський, Роман Дмитрик, Ігор Мацієвський, Ігор Мікула, Роман Одрехівський, Орест Принада, Василь Федорчук, Олексій Фіголь.
Мешкав у Львові у будинку на вулиці Тролейбусній, № 4, квартира № 3. Помер у Львові 28 квітня 2003 року.

## Творчість
Автор декоративних композицій з кераміки та гутного скла, вітражів, декоративних ваз, люстр, посуду, наборів. Серед робіт: 
- серія фляг «Самоцвіти» (1972);
- набір штофів «Синій» (1972);
- декоративні штофи (1976);
- декоративна композиція «Весна» (1982);
- набір декоративних кубків (1989).

Брав участь в обласних, республіканських і міжнародних мистецьких виставках.
Окремі роботи майстра зберігаються у Музеї етнографії та художнього промислу у Львові та Національному художньому музеї України у Києві.